# Tristagma
Tristagma é um género botânico pertencente à família Amaryllidaceae..